# Trống lẫy

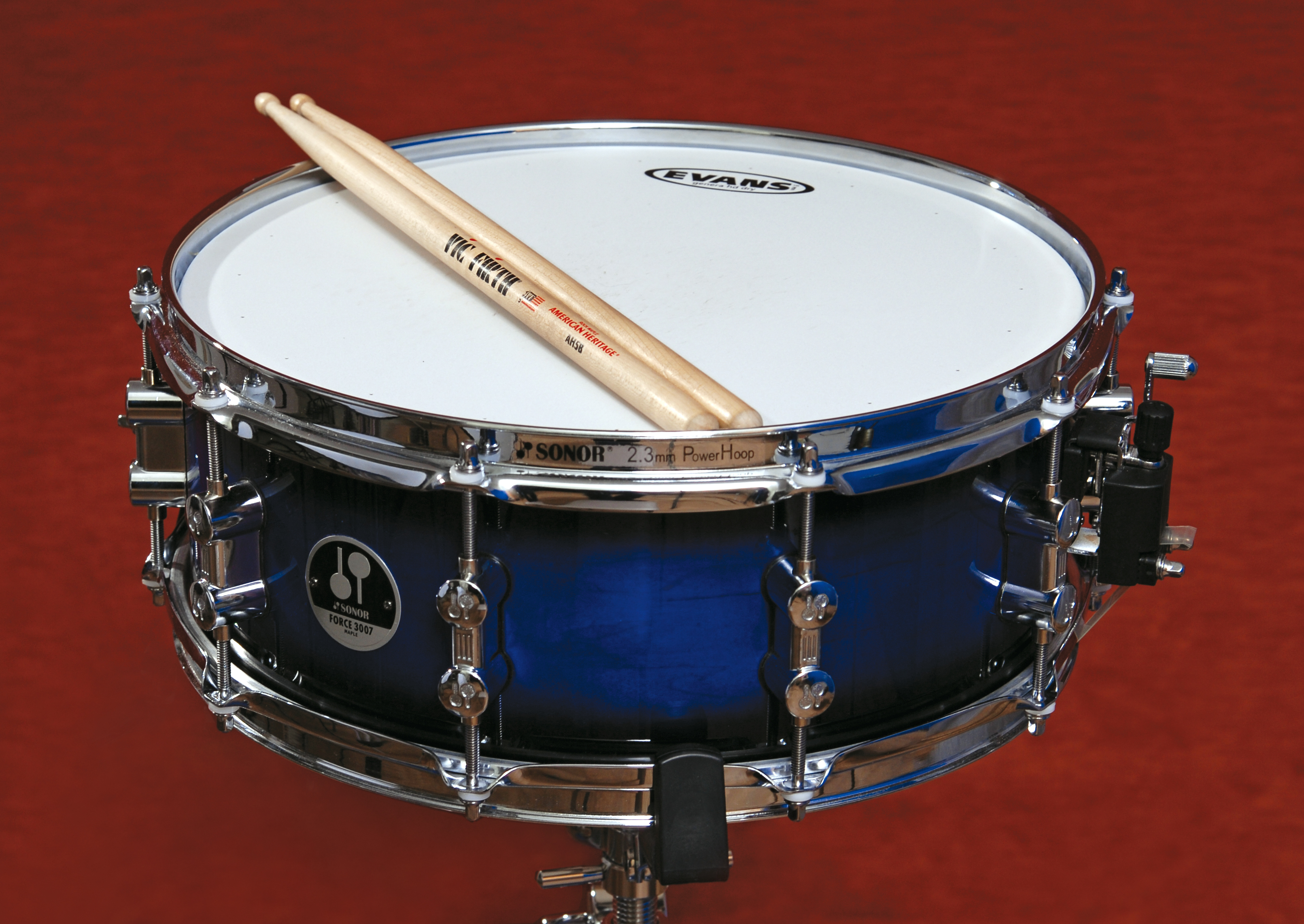
Trống lẫy thường đặt trên giá ba chân, người chơi có thể điều chỉnh cho hợp chiều cao khi ngồi.

Trống lẫy là một nhạc cụ thuộc bộ gõ, thuộc loại trống nhỏ, mặt dưới trống có hàng dây kim loại song song nhau như một cái lẫy dạng lưới. Trong tiếng Pháp, loại trống này gọi là caisse claire (ket-xơ kle), còn trong tiếng Anh tên trống này là snare drum (IPA: /'sneə drʌm/) nên một số người Việt thường gọi nó một cách nôm na là "trống xơ-nia". Theo phân loại của hệ Hornbostel-Sachs phổ biến hiện nay, thì trống lẫy thuộc loại nhạc cụ màng, vì có lớp màng bằng da phủ mặt trống.
Đây là loại trống có trong biên chế chính thức của dàn nhạc giao hưởng và của nhiều dàn nhạc khác hiện nay, đặc biệt là trong nhạc Jazz, nhạc Pop, quân nhạc, v.v. Trong biểu diễn hiện nay, trống thường được đặt một phía bên của dàn nhạc, trong dàn trống của một tay trống cũng đặt ở phía bên, nên cũng còn gọi là trống bên (side drum) để phân biệt với trống lớn ở giữa (nếu có).

## Lược sử

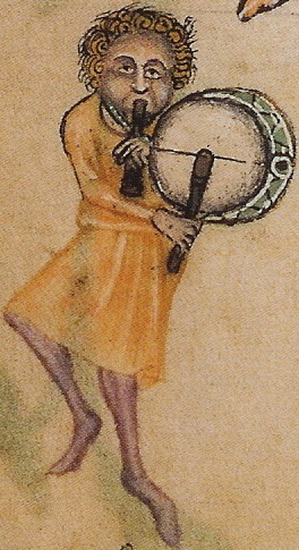
Bức tranh cổ tả người vừa thổi "pipe", vừa chơi "tabor"

- Trống lẫy có thể bắt nguồn từ một loại trống thời trung cổ gọi là "tabor", vốn là một loại trống có dây xâu lại ở dưới mặt đáy.[6][7] Loại "tabor" có kiểu hai mặt da và kiểu chỉ có một mặt da,[8] và loại sau có thể là "tổ tiên" của trống lẫy hiện nay. Đến thế kỷ XV, ở châu Âu, kích thước của trống "tabor" to ra và dày hơn, có lắp lẫy bằng dây kim loại. Loại trống lẫy này trở nên phổ biến trong đội quân đánh thuê Thụy Sĩ, suốt đến thế kỷ XVI.
- Sau đó, do tiến bộ công nghệ, trống được cải tiến nhiều: sử dụng vít để căng lẫy, tạo ra âm thanh theo ý muốn vào thế kỷ XVII, sử dụng các vít để căng mặt da của trống vào thế kỷ XVIII.[9]
- Loại trống thô sơ của Thụy Sĩ được ghi nhận trong một cuốn sách viết ra ở Basel, Thụy Sĩ vào năm 1610.[10] Sau đó, lan truyền sang nhiều vùng lãnh thổ khác vào thế kỉ XIX (trong cuốn sách của Charles Ashworth năm 1812[11]), rồi cải tiến như dạng thường thấy ngày nay.[12]

## Cấu tạo
- Trống lẫy có hình trụ, đường kính khoảng 35 – 40 cm, sâu khoảng 13 – 15 cm, phía dưới của mặt da trống có các dây kim loại  song song với nhau, gọi là lẫy, căng sát mặt da. Trống lẫy diễu hành có kích thước lớn hơn.
- Thành trống có thể chế tạo từ gỗ, kim loại hoặc nhựa tổng hợp. Tang trống có các ốc điều chỉnh giúp mặt da có độ căng thích hợp cũng như độ căng của lẫy.[3][5] Trống thường được gõ bằng dùi trống, nhưng cũng có khi bằng chổi trống, tùy theo yêu cầu phát âm thanh từ trống này.

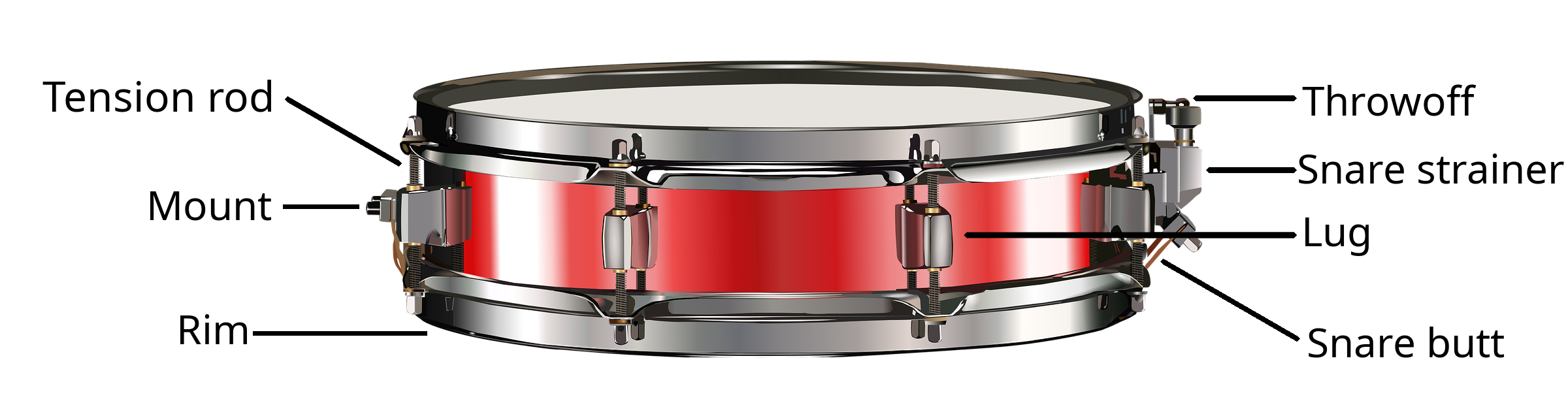
Các bộ phận chính nhìn bên ngoài trống
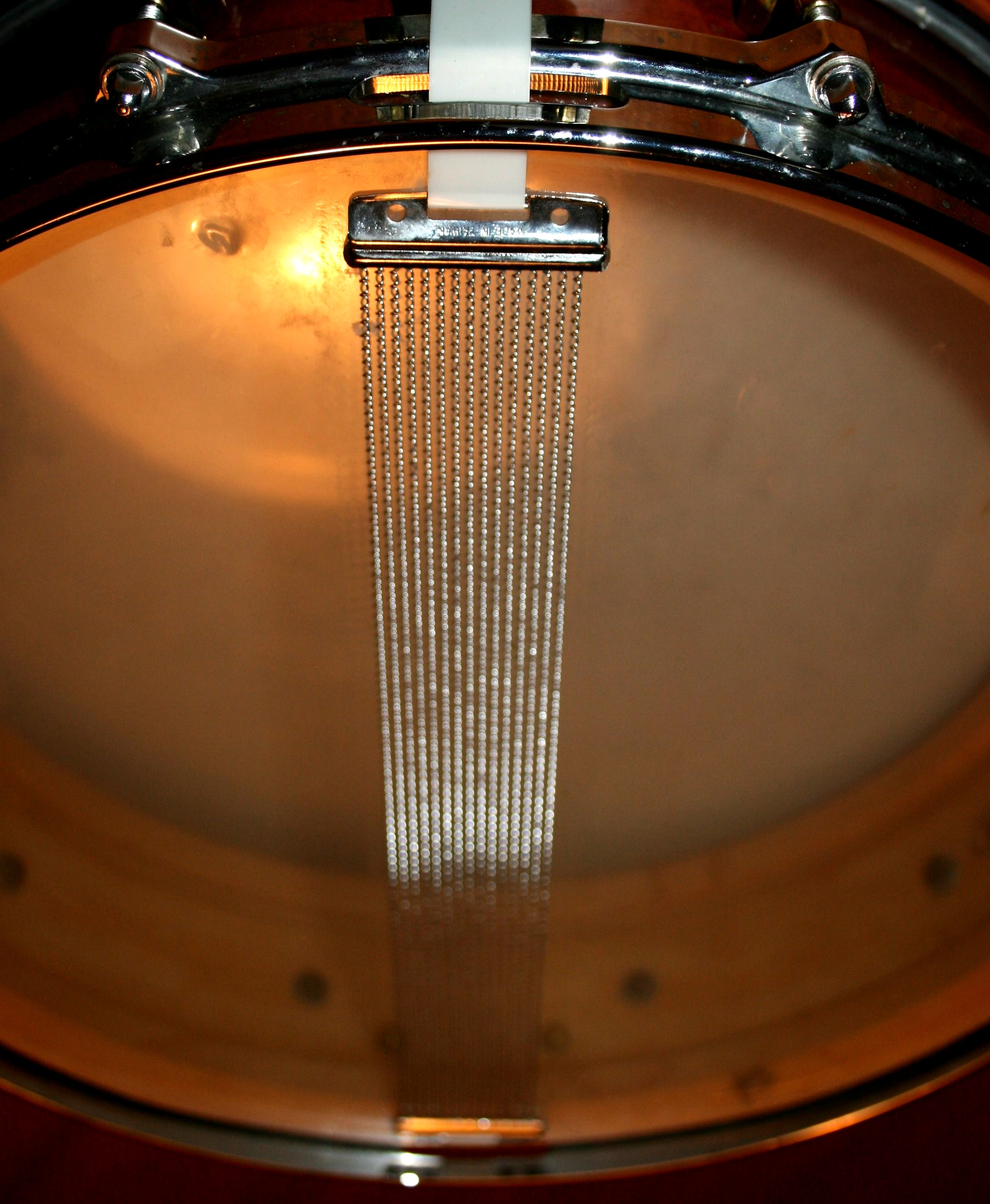
Phía dưới trống, sát mặt da trống là lẫy bằng dãy các dây kim loại xoắn lò xo, song song nhau.
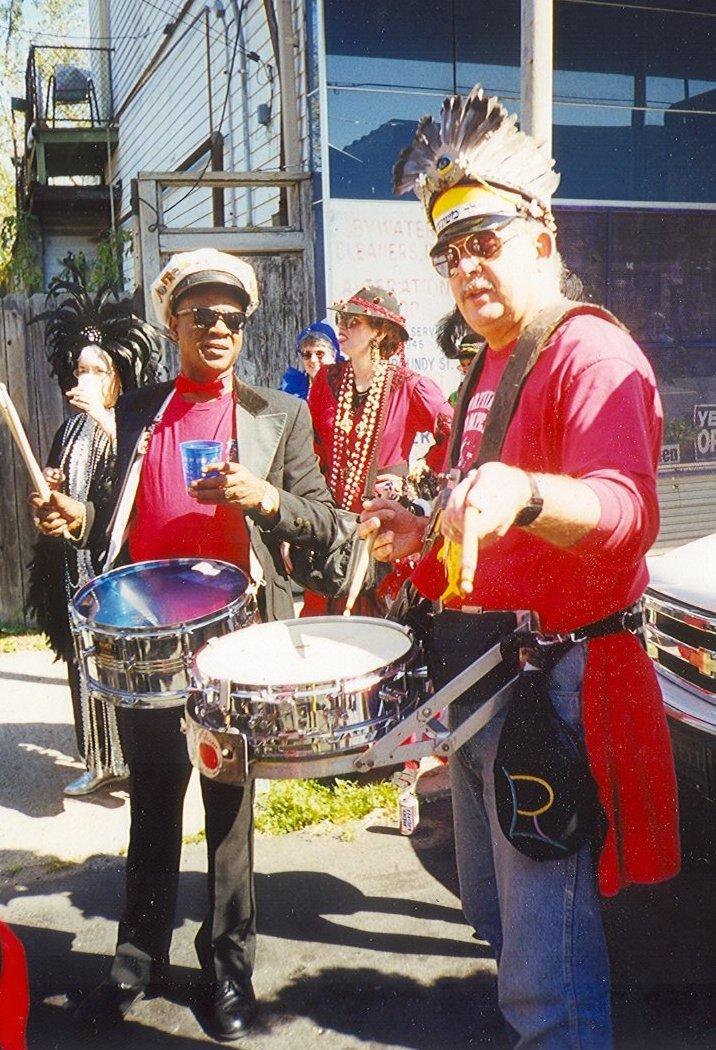
Có thể đeo trống khi diễu hành, đánh bằng dùi trống.
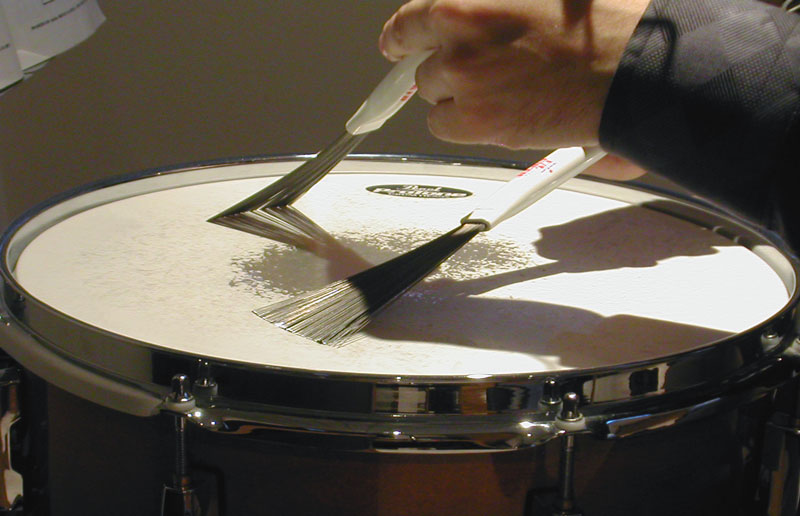
Chổi trống
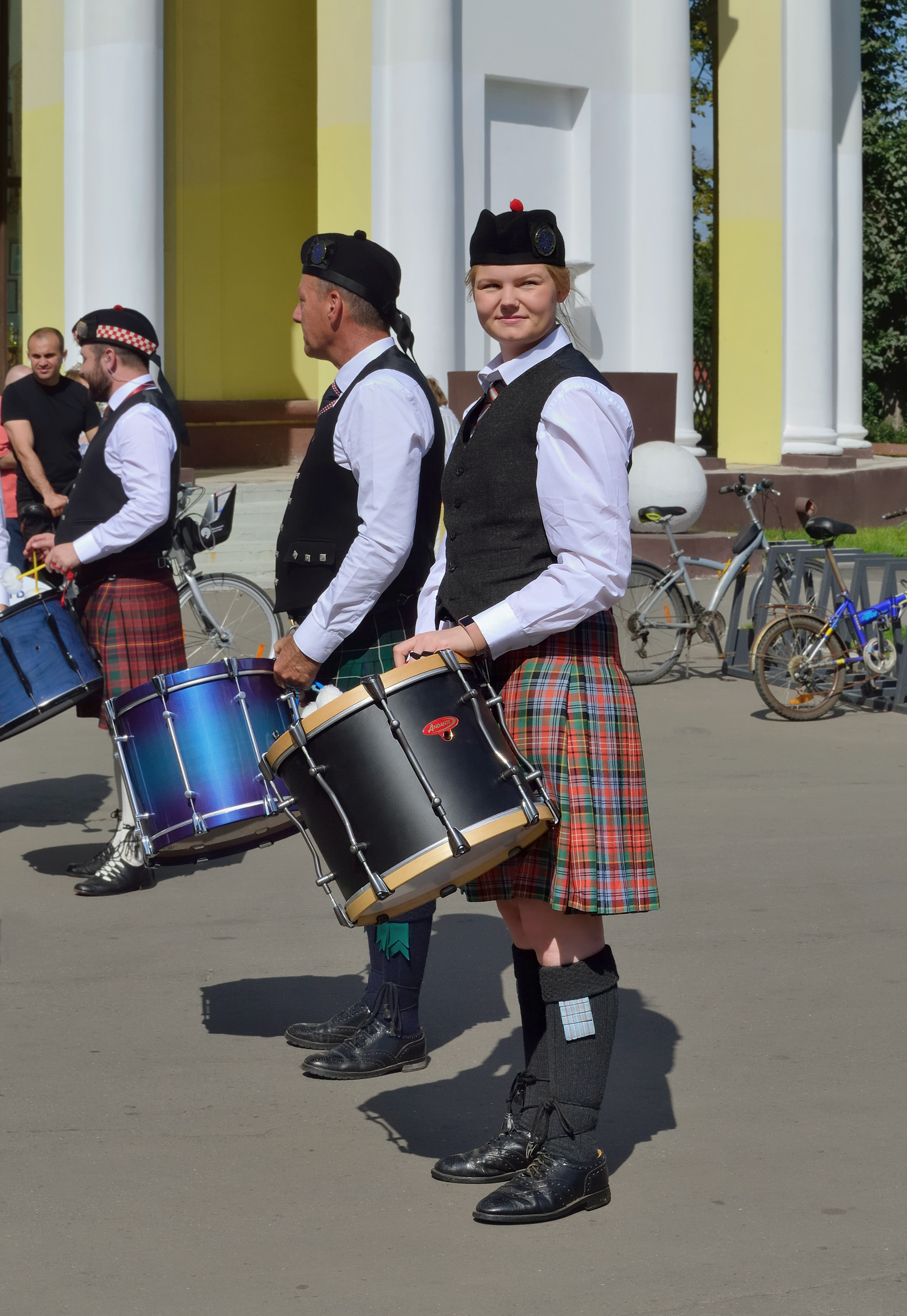
Trống lẫy diễu hành.

## Đặc điểm thanh âm
- Trống lẫy tạo ra thanh âm thanh nảy (staccato),[13] sắc nét và không rền vang như trống không có lưới kim loại và trống to. Khi gõ trống bằng dùi trống, sự rung động của mặt da kèm theo tiếng dây kim loại va chạm nhau và va chạm với mặt da dưới, tạo ra nhiều âm sắc khác nhau hòa lẫn với nhau.
- Trống lẫy là loại trống linh hoạt, có thể biểu hiện những tiết tấu mềm mại nhất cũng như tiết tấu hành khúc. Cường độ thanh âm lớn nhất khi gõ bằng dùi trống lên mặt da hoặc tang trống là khoảng +120 dB.
- Ngoài ra, có thể thay đổi thanh âm của trống bằng các dạng que gõ khác nhau, cho hiệu quả âm sắc khác nhau: dùng dùi trống bằng gỗ, dùi trống có bọc da hoặc vải dày, bằng chổi trống,...